# Melanozosteria lepida
Melanozosteria lepida är en kackerlacksart som först beskrevs av Walker, F. 1871.  Melanozosteria lepida ingår i släktet Melanozosteria och familjen storkackerlackor. Inga underarter finns listade i Catalogue of Life.